# Heinrich Brunn
Heinrich (von) Brunn (født 23. januar 1822 i Wörlitz ved Dessau, død 23. juli 1894) var en tysk arkæolog og kunsthistoriker.
Brunn studerede arkæologi og filologi på Bonns universitet, hvor især Friedrich Welcker og Friedrich Ritschl var med til at præge hans fremtidige virke. I 1843 erhvervede han sin doktorgrad med afhandlingen Artificum liberae Graeciae tempora. Efterfølgende drog Brunn til Rom, hvor han i en årrække arbejdede som arkæolog, blandt andet som sekretær for Deutsches Archäologisches Institut. I 1865 blev han udnævnt til professor i arkæologi på Ludwig-Maximilians-Universität München og senere flere samlinger samme sted. I 1888 blev han direktør for Glyptoteket i München, hvortil han også forinden havde samlet en stor mængde genstande.
Brunn var en vigtig skikkelse i arkæologien i anden halvdel af 1800-tallet, hvor han søgte at etablere en sammenhæng mellem mytologien og de kunstneriske udtryk i antikken. Han skabte herudfra et system til at skelne kronologisk og geografisk mellem kunstneriske udtryk.